# Nadbiskupsko sjemenište „Petar Barbarić“ u Travniku
Nadbiskupsko sjemenište „Petar Barbarić“ je crkveno-obrazovna institucija u Travniku koju je osnovao sarajevski nadbiskup Josip Stadler. Nazvana je po isusovcu Petru Barbariću.

## Povijest
Nakon Drugog svjetskog rata travničko sjemenište je ukinuto. Zgrada Velike gimnazija je konfiscirana te su se u njoj nalazile razne srednje škole.
U noći sa 22. na 23. veljače partizani su provalili u Zavod te su prrotjerali svih 29 isusovaca iz Travnika. U sjemeništu se dogodila velika pljačka i pustošenje. Više je stvari bačeno u rijeku u Lašvu ili je zapaljeno. Iz crkve u bile izbačene, oltari porušeni te su nastale slike i kipovi, a skoro 900 svirala iz orgulja počupano. Crkva je zatim pretvorena u športsku dvoranu. Oduzeto je oko 50.000 knjiga iz knjižnica te su raznesene na različite strane. Najveći i najvredniji dodijeljen je Filozofskom fakultetu u Sarajevu te Zavičajnom muzeju grada Travnika.
Sjemenište je otvoreno ponovno 1999. godine.

### Mrežna sjedišta
- Nadbiskupsko sjemenište „Petar Barbarić“. Vrhbosanska nadbiskupija. Pristupljeno 20. ožujka 2025.

### Članci
- Perić, Ratko. 2006. 400 godina isusovačke upornosti u hrvatskom narodu. Vrhbosnensia. Univerzitet u Sarajevu – Katolički bogoslovni fakultet. Sarajevo. 10 (2): 279–293
- Župarić, Drago. 2005. Knjižnica Vrhbosanske katoličke teologije. Vrhbosnensia. Univerzitet u Sarajevu – Katolički bogoslovni fakultet. Sarajevo. 9 (2): 343–354